# Branišovice (zámek)
Zámek Branišovice se nachází u bývalého dvora v jižní části obce Branišovice v okrese Brno-venkov. Je chráněn jako kulturní památka.
Jedná se o jednoduchou dvoutraktovou jednopatrovou budovu obdélného půdorysu postavenou v barokním slohu na konci 17. století starobrněnským klášterem, kterému tehdy vesnice patřila. V přízemí se nachází arkádová chodba. Po zrušení kláštera bylo ustaveno malé branišovické panství a zámek dál fungoval jako správní budova statku. V roce 1807 ho odkoupil rod Lichtenštejnů a připojil ke svým statkům.
V roce 1848 se na zámku krátce zastavil císař Ferdinand I. Dobrotivý s rodinou. Císař byl tehdy na cestě z Vídně do Olomouce, kam se musel uchýlit před revolucí v hlavním městě. Na zámku pobyl asi dvě hodiny, pohostili ho obědem, načež císař přijal místního faráře a šest rychtářů z okolních obcí. Poté pozdravil z balkónu shromážděný dav a pokračoval v cestě.
Na začátku 20. století jej převzal rod Kinských, který statek držel až do roku 1945. Od roku 1924 měl Kinského velkostatek českou správu a když se v obci v roce 1929 krátce zastavil prezident Masaryk, vítala ho česká menšina právě u zámku. Po druhé světové válce byl statek znárodněn a získal ho židlochovický cukrovar.
V 60. letech 20. století byl upraven, v prvním patře vznikly tři byty. K roku 2019 byl zámek neobydlený.